# Celine (marca)
Celine (anteriormente escrita Céline e estilizada em letras maiúsculas) é uma marca francesa de artigos de luxo de couro e prêt-à-porter de propriedade do grupo LVMH desde 1996. Foi fundada em 1945 por Céline Vipiana. Desde novembro de 2015, a sede está localizada na rue Vivienne, 16, no 2º arrondissement de Paris, no Hôtel Colbert de Torcy, que tem a classificação de Monumento Histórico Francês. Séverine Merle é CEO desde abril de 2017.
Em 21 de janeiro de 2018, a LVMH anunciou que Hedi Slimane assumiria a Celine como diretor artístico, criativo e de imagem.

## Criação da marca
Em 1945, Céline Vipiana (1915–1997) e seu marido, Richard, criaram uma das primeiras marcas de luxo do setor, a Céline, uma empresa de calçados infantis sob medida, e abriram uma primeira boutique na rue Malte 52 em Paris. A marca foi reconhecida por seu logotipo, o elefante vermelho criado por Raymont Peynet.

## Um novo posicionamento

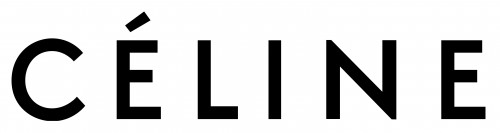
Antigo logotipo da Celine

Em 1960, a marca decidiu mudar seu posicionamento, concentrando seus negócios em uma marca de moda feminina pronta para usar com uma abordagem esportiva. A partir de então, a marca passou a oferecer uma gama de artigos de couro, como bolsas, mocassins, luvas e roupas. Céline Vipiana permaneceu como designer de 1945 a 1997.

## Aquisição pela LVMH
Em 1987, Bernard Arnault decidiu comprar o capital da Céline. No entanto, foi apenas em 1996 que a marca foi integrada no grupo LVMH por 2,7 bilhões de francos franceses (US$ 540 milhões). A LVMH levou a marca à fama com a abertura de uma boutique na 36 avenue Montaigne em Paris.